# 石鏡縣
石鏡縣，西魏（或言劉宋）設置的縣。
西魏恭帝三年(556年)改宕渠縣置（《舊唐書》作劉宋置），治今重慶市合川區，隋代屬梁州涪陵郡，唐代屬劍南道合州巴川郡，五代後晉天福七年(942年)改為仙覽縣，宋乾德三年(965年)改為石照縣。